# Вільям Фостер (плавець)
Вільям Фостер (англ. William Foster, 10 липня 1890 — 17 грудня 1963) — британський плавець.
Олімпійський чемпіон 1908 року, призер 1912 року.